# 3 Pułk Ułanów (austro-węgierski)
Galicyjski Pułk Ułanów Nr 3 (niem. 3. Galizisches Ulanenregiment, Ulanenregiment Erzherzog Carl Nr. 3) – pułk kawalerii cesarskiej i królewskiej Armii.

## Historia pułku
Pułk został sformowany w 1801 roku.
Szef honorowy (niem. Regimentsinhaber): arcyksiążę, generalissimus i marszałek polny Karol Ludwik Habsburg.
W 1876 roku sztab pułku stacjonował w Stockerau, a stacja kadry uzupełniającej znajdowała się w Przemyślu. Pułk był uzupełniany przez okręgi uzupełnień galicyjskich pułków piechoty nr: 30 (Lwów) i 77 (Sambor). W następnym roku sztab pułku został przeniesiony do Wiednia, a w 1879 roku do Łańcuta. Do 1895 pułk wchodził w skład 14 Brygady Kawalerii w Rzeszowie.
W 1895 sztab pułku razem z 2. dywizjonem został przeniesiony do Gródka, 1. dywizjon do Hruszowa, a kadra zapasowa do Lwowa. Jednocześnie pułk został włączony w skład 5 Brygady Kawalerii w Jarosławiu.
W latach 1883–1909 służbę w pułku pełnił rotmistrz Aureli Serda, późniejszy generał dywizji Wojska Polskiego, rotmistrz Mieczysław Ledóchowski (1879–1903) i Lucjan Prek Borck (1896–1904). Lekarzami pułkowymi byli między innymi: dr Herman Rodziński vel Rittigstein (1895–1903) i dr Mieczysław Andruszewski (od 1903).
W 1904 sztab pułk razem z 2. dywizjonem został przeniesiony do Wiednia, a 1. dywizjon do Großenzersdorf, natomiast kadra zapasowa pozostała w Gródku. Równocześnie pułk został włączony w skład 10 Brygady Kawalerii w Wiedniu.
W latach 1911–1914 komenda pułku razem z 1. dywizjonem stacjonowała w Krakowie, w koszarach przy ul. Gertrudy 12, 2. dywizjon w Bielsku, natomiast kadra zapasowa w Gródku Jagiellońskim. Pułk wchodził w skład 20 Brygady Kawalerii w Krakowie.
Żołnierze nosili czapki czerwone, guziki złote.
W czasie I wojny światowej w szeregach pułku walczyli: podpułkownik Adolf Baillou, major Hubert Brabec, rotmistrzowie Leon Karol Habsburg i Jan Jędrzejowicz oraz porucznicy: Eugeniusz Kownacki, Eryk Pfann, Franz Rohr von Denta i Ernest Skowroński. Do 1918 w ewidencji pułku pozostawał pułkownik Włodzimierz Ledóchowski, który od 21 listopada 1916 był fligel adiutantem cesarza Austrii i króla Węgier.

## Skład etatowy
- Komenda pułku
- I dywizjon
- II dywizjon
- pluton pionierów
- patrol telegraficzny
- służba zapasowa

W skład każdego z dywizjonów wchodziły trzy szwadrony po 117 ułanów. Ogółem pułk liczył 37 oficerów oraz 874 podoficerów i żołnierzy.

## Komendanci pułku
- płk Emil Van Goethem de Sankt Agathe (1876[19] – 1 V 1878 → stan spoczynku w stopniu tytularnego generała majora)
- płk Ludwig de Vaux (1878[20] – )
- ppłk / płk Eduard von Böhm-Ermolli (1896 – 1901 → komendant 16 Brygady Kawalerii)
- płk Erich von Diller (1911 – 1914[1])
- płk Roman Żaba (od 31 XII 1916)
- płk Władysław Oksza-Orzechowski (15 V – 1 XI 1918)